# Caroline Wozniacki
Caroline Wozniacki (Odense, 1990. július 11. –) lengyel származású dán hivatásos teniszezőnő, világelső, Australian Open-győztes, egyéniben világbajnok (2017), junior Grand Slam-tornagyőztes.
Egyesben juniorként 2006-ban megnyerte a wimbledoni teniszbajnokságot. A felnőttek mezőnyében első egyéni WTA-tornáját 2008-ban nyerte meg Stockholmban. Összesen 30 WTA-tornán győzött egyéniben, a Grand Slam-diadal a 2018-as Australian Openen sikerült neki először. Pályafutása másik legnagyobb sikereként megnyerte a 2017-es WTA Finalst, amely a női tenisz világbajnoki címének számít. 2010 októberétől – egy hét megszakítással – 67 héten át folyamatosan vezette a világranglistát, világelsőségét 2018. január 29-én szerezte vissza, és újabb négy hétig, 2018. február 25-ig, ezzel összesen 71 héten át birtokolta.
A 2016. évi nyári olimpiai játékok nyitóünnepségén a dán olimpiai csapat zászlóvívője.
2019 decemberében bejelentette, hogy a 2020-as Australian Open után visszavonul a profi tenisztől. Az utolsó profi mérkőzésére január 24-én került sor, amikor az Australian Open 3. körében vereséget szenvedett a tunéziai Unsz Dzsábirtól. 2023-ban a Canadian Open tornán visszatért a profi teniszhez.

## Magánélete
2017 novemberében bejelentette eljegyezését az amerikai David Lee profi kosárlabdázóval. David Lee a New York Knicks, a Golden State Warriors, a Boston Celtics, a Dallas Mavericks és a San Antonio Spurs játékosa volt az NBA-ben. 2015-ben az NBA-győztes Golden State Warriors játékosa volt, és két alkalommal választották be az NBA All-Star csapatába. 2019 júniusában Toszkánában házasságot kötöttek. 2021. júniusban született lányuk, Olivia; 2022. októberben fiuk, James.

## Pályafutása
Szülei hivatásos sportolók voltak. Édesapja, Piotr Wozniacki profi labdarúgóként játszott, édesanyja, Anna Wozniacki pedig a lengyel röplabda-válogatottnak volt a tagja. A család a '80-as években költözött Dániába, amikor Piotr egy odensei klubba igazolt. Itt született meg Caroline is, aki már nagyon korán elkezdett sportolni. Négy évvel idősebb bátyját követve előbb a focival és az úszással próbálkozott, majd hétéves korában teniszezni kezdett, amit azonnal megszeretett. Ettől fogva gyakran órákig ütögetett apjával és testvérével a helyi teniszklubban, a Koppenhága közelében található Køgében. Egy idő után pedig a tanulás mellett elkezdett versenyekre is járni.

### Játékstílusa
A tenyerese stabil, bár nem túl erős. Legjobb fegyvere a fonák, amellyel gyakran képes meglepni ellenfeleit. A röptejáték nem az erőssége, nem nagyon szeret feljönni a hálóhoz. Ha mégis megteszi, főleg fonákkal üt a labdába. A szervája többnyire megbízható, gyakran szerez vele pontokat, de a mozgáskoordináción még van javítanivaló.
Okosan játszik a pályán, jó stratégiát szokott választani ellenfeleivel szemben. Jól variálja a játékot, és remekül védekezik. A védekező játékstílus paradox módon a gyengéje is egyben, mert gyakran nem képes másképpen teniszezni, s ez rendkívül fárasztó tud lenni egy hosszabb versenyen, például egy Grand Slam-tornán.
Állóképessége mindenesetre kiváló, jól szokta bírni a mérkőzéseket. Indulósebessége remek, gyorsan képes reagálni a pályán történtekre. Mentálisan a legerősebb teniszezők közé tartozik, jól viseli a kiélezett helyzeteket, és nem ismer elveszett labdát.

### Junior versenyek
Első tornáját egyéniben 14 évesen Tokióban nyerte meg, majd 2005-ben a floridai Orange Bowlon sem talált legyőzőre. Legnagyobb sikerét 2006-ban érte el, amikor egyesben megnyerte a lányok wimbledoni tornáját, a döntőben a szlovák Magdaléna Rybárikovát legyőzve. Ugyanebben az évben az Australian Openen egyéniben, a Roland Garroson párosban is döntőt játszott. Előbbi tornán a nála egy évvel fiatalabb orosz Anasztaszija Pavljucsenkovától szenvedett vereséget (1–6, 6–2, 6–3).

### 2005
Ebben az évben mutatkozott be a felnőttek között. Egy héttel a 15. születésnapja után szabadkártyával elindult az amerikai Cincinnatiben rendezett Tier III-as tornán, de az első fordulóban vereséget szenvedett a későbbi győztes, első kiemelt svájci Patty Schnydertől (6–3, 6–0). Néhány héttel később elindult a Tier IV-es stockholmi versenyen, de ott is az első körben kapott ki. Ebben az esztendőben a felnőttek között nem is próbálkozott többször.

A 2006-os wimbledoni juniorverseny döntőjében

### 2006
Februárban Memphisben, egy Tier III-as tornán ragadott legközelebb ütőt, s itt már sikerült megnyernie két mérkőzést. A negyeddöntőben a későbbi győztes, harmadik kiemelt svéd Sofia Arvidsson győzte le (7–5, 6–4). Az ezt követő hónapokban inkább ITF-tornákon indult, s áprilisban az olaszországi Civitavecchiában csak a döntőben kapott ki a német Martina Müllertől (6–1, 6–1).
Miközben Wimbledonban megnyerte a juniorok tornáját, szabadkártyával a felnőttek között is elindult, de a selejtező első fordulójában vereséget szenvedett a japán Szaeki Mihótól. Szeptemberben a Tier IV-es szöuli tornán sikerült neki először egy WTA-versenyen a főtáblára jutnia szabadkártya nélkül, a selejtezőből indulva, de az első fordulóban éppen az első kiemelt, korábbi világelső svájci Martina Hingisszel került szembe, aki két játszmában legyőzte őt (6–3, 6–2). Október végén viszont az isztambuli ITF-torna döntőjében a második kiemelt német Tatjana Maleket 6–2, 6–1-re legyőzve megszerezte a felnőttek között első tornagyőzelmét.

### 2007
Ez az év rögtön két ITF-torna megnyerésével indult. Februárban először az olaszországi Ortiseiben, a selejtezőből indulva győzte le a döntőben a hetedik kiemelt olasz Alberta Briantit (4–6, 7–5, 6–3), majd Las Vegasban a japán Morigami Akiko felett aratott győzelmet (6–3, 6–2). Március végén kevés híján ismét nyert, de az olaszországi Latinában rendezett ITF-torna fináléjában kikapott az osztrák Yvonne Meusburgertől (7–5, 4–6, 6–3). Áprilisban a portugáliai Estorilban rendezett torna második fordulójában az ekkor még német színekben versenyző, későbbi győztes Arn Grétától kapott ki (6–2, 3–6, 6–3).
Jó ranglista-helyezésének köszönhetően (106.) a Roland Garroson már főtáblás volt, de az első fordulóban kikapott a francia Nathalie Dechytől [6–2 6–7(3) 6–0]. Wimbledonban a második körig jutott, ahol az olasz Mara Santangelo győzte le [6–0, 7–6(4)], de ez is elég volt ahhoz, hogy július 9-én bekerüljön a világranglistán az első százba. A US Openen szintén a második fordulóig jutott, a francia Alizé Cornet verte meg (6–2, 6–1). WTA-tornán addigi legjobb eredményét érte el októberben, amikor a tokiói Tier III-as versenyen az elődöntőig jutva kapott ki az első kiemelt amerikai Venus Williamstől (6–3, 7–5).

### 2008
Először vett részt az Australian Openen a felnőttek között, és három mérkőzést sikerült is megnyernie. A nyolcaddöntőben a szerb Ana Ivanović győzte le [6–1, 7–6(2)]. Ezt követően Budapesten versenyzett, mivel a SYMA-csarnokban rendezték a Fed-kupa Euro-afrikai zónájának mérkőzéseit.
Ebben az évben már alig volt olyan verseny, amelyiken ne nyert volna legalább egy mérkőzést. Februárban a Tier I-es dohai tornán a negyeddöntőben állította meg a későbbi győztes, negyedik kiemelt orosz Marija Sarapova (6–0, 6–1). Ezen a versenyen sikerült először legyőznie egy Top 10-es játékost, mivel a 2. fordulóban megverte az akkor a világranglista kilencedik helyén álló francia Marion Bartolit (6–2, 6–3). Február végén a memphisi tornán a negyeddöntőben kapott ki a későbbi győztes, negyedik kiemelt amerikai Lindsay Davenporttól (6–0, 6–2). Ez volt az első WTA-verseny, amelyen kiemeltként (6.) indulhatott el.
Márciusban a két nagy tornán, Indian Wellsben és Miamiban is három mérkőzést nyert meg. A nyolcaddöntőkben a második kiemelt orosz Szvetlana Kuznyecova (6–2, 6–3), illetve a hatodik kiemelt Venus Williams (6–3, 6–3) győzték le őt. A Roland Garroson először volt kiemelt egy Grand Slam-tornán (30.): a harmadik körben a második kiemelt Ana Ivanovićtól kapott ki (6–4, 6–1). Wimbledonban is a harmadik fordulóban esett ki, szintén egy szerb játékossal, a második kiemelt Jelena Jankovićcsal szemben (2–6, 6–4, 6–2).
Augusztus elején Stockholmban sikerült megnyernie élete első WTA-tornáját. A döntőben az orosz Vera Dusevinát győzte le (6–0, 6–2), s ezzel ő lett az első dán teniszező, aki egyéniben WTA-tornát nyert. Részt vett a pekingi olimpián is, ahol két mérkőzésen bizonyult jobbnak ellenfeleinél. A nyolcaddöntőben a későbbi győztes, ötödik kiemelt orosz Jelena Gyementyjevától kapott ki [7–6(3), 6–2].
Ezt követően megnyerte második WTA-tornáját is. A Tier II-es New Haven-i verseny fináléjában az első kiemelt orosz Anna Csakvetadzénál bizonyult jobbnak (3–6, 6–4, 6–1). A US Openen először jutott el egy Grand Slam-torna nyolcaddöntőjéig, Jelena Janković állította meg (3–6, 6–2, 6–1).
Szeptemberben a Tier II-es pekingi tornán, oldalán a spanyol Anabel Medina Garriguesszel megszerezte élete első WTA-győzelmét párosban. A döntőben a Han Hszin-jün–Hszü Ji-fan kínai párost győzték le (6–1, 6–3). Ugyanezen a tornán már az első fordulóban búcsúzott, s éppen párospartnere győzte le 7–6(3) 6–4-re.
Az októberi Tier III-as tokiói tornán – első kiemeltként – ezúttal sikerült túljutnia az elődöntőn, és a döntőben meg is verte az észt Kaia Kanepit (6–2, 3–6, 6–1). Október végén Luxembourgban ismét finálét játszhatott, de vereséget szenvedett Jelena Gyementyjevától [2–6, 6–4, 7–6(4)]. Novemberben megnyerte negyedik ITF-tornáját, amelyet szülővárosában, Odensében rendeztek. A döntőben a svéd Sofia Arvidsson ellen diadalmaskodott (6–2, 6–1). Ekkor indult utoljára ITF-tornán.

A 2009-es US Openen

### 2009
Az év eleji versenyeken mindkétszer a negyeddöntő jelentette számára a végállomást. Aucklandben az orosz Jelena Vesznyinától kapott ki (6–3, 0–6, 6–3), míg a Sydney-ben rendezett Premier tornán az első kiemelt amerikai Serena Williamstől [6–7(5) 6–3 7–6(3)]. Az Australian Openen ezúttal két mérkőzést sikerült megnyernie, a harmadik fordulóban a hazai színekben versenyző Jelena Dokićtól kapott ki (3–6, 6–1, 6–2).
A memphisi tornán – első kiemeltként – a döntőbe jutott, de ott legyőzte őt a második kiemelt fehérorosz Viktorija Azaranka (6–1, 6–3). Párosban azonban, éppen Azarankával az oldalán, sikerült megnyernie a versenyt. A fináléban a Juliana Fedak–Michaëlla Krajicek ukrán-holland párost győzték le 6–1, 7–6(2)-ra. Márciusban Indian Wellsben és Miamiban egyaránt a negyeddöntőig jutott. Előbbi tornán a negyedik kiemelt orosz Vera Zvonarjovától (6–4, 6–2), utóbbin a nyolcadik kiemelt, szintén orosz Szvetlana Kuznyecovától szenvedett vereséget [6–4, 6–7(5), 6–1].
Az áprilisi Ponte Vedra Beach-i International tornán azonban már nem talált legyőzőre, s a döntőben 6–1, 6–2-re verte a kanadai Aleksandra Wozniakot. Ez volt a negyedik egyéni WTA-győzelme, egyben az első trófeája egy salakos versenyen. Egy héttel később a charlestoni Premier tornán szintén a fináléig jutott, de ott kikapott a német Sabine Lisickitől (6–2, 6–4). Májusban a madridi Premier Mandatory tornán ismét döntőt játszhatott, de ezúttal is vereséget szenvedett, mégpedig az akkori világelső orosz Gyinara Szafinától (6–2, 6–4). Ennek ellenére a következő héttől (május 18.) már a legjobb tíz között volt a világranglistán.
A 2009-es Roland Garroson tizedik kiemelt létére a harmadik fordulóban meglepetésre kikapott a román Sorana Cîrsteától [7–6(3), 7–5]. A júniusi füves pályás eastbourne-i versenyen sikerült javítania, és a döntőben 7–6(5), 7–5-re verte a francia Virginie Razzanót, megszerezve ezzel pályafutása ötödik egyéni WTA-győzelmét. A wimbledoni Grand Slam-tornán három mérkőzést nyert, a nyolcaddöntőben Sabine Lisickitől kapott ki (6–4, 6–4). Júliusban a svédországi Bastadban rendezett International tornán újra eljutott a döntőig, de vereséget szenvedett a spanyol María José Martínez Sáncheztől (7–5, 6–4).
Az augusztusi New Haven-i Premier tornát azonban megnyerte, s ezzel megvédte egy évvel korábban szerzett bajnoki címét. A fináléban Jelena Vesznyinát győzte le (6–2, 6–4). A US Openen – pályafutása során először – egészen a döntőig jutott, ott azonban kikapott a szülés után visszatérő belga Kim Clijsterstől (7–5, 6–3). Ezzel Wozniacki lett az első dán teniszező, akinek sikerült bejutnia egy Grand Slam-torna döntőjébe az Open Era kezdete, vagyis 1968 óta.
Az év hátralevő részében a legjobb eredménye egy elődöntő volt októberben az oszakai International tornán, ahol az ausztrál Samantha Stosurtól kapott ki (6–0, 4–6, 6–4). Az ezt követő luxembourgi torna első fordulójában 7–5, 5–0-ra vezetett a hazai színekben versenyző Anne Kremer ellen, amikor combsérülésre hivatkozva feladta a mérkőzést. A sajtó fogadási csalást emlegetett, ugyanis édesapja a második szettben 3–0-nál – az internetes közvetítésben is jól hallhatóan – bekiabálta neki lengyelül, hogy adja fel a mérkőzést. A még lejátszott két játék alatt pedig rengeteg fogadás érkezett az internetes fogadási irodákban az egyébként esélytelen Kremer győzelmére. Wozniacki tagadta a vádakat.
A szezon végén részt vett a katari Dohában rendezett világbajnokságon, ahol a csoportmérkőzések során legyőzte az orosz Vera Zvonarjovát [6–0, 6–7(3), 6–4] és a fehérorosz Viktorija Azarankát (1–6, 6–4, 7–5), majd kikapott a szerb Jelena Jankovićtól (6–2, 6–2). Az elődöntőben az amerikai Serena Williams ellen 6–4, 0–1-es hátránynál feladta a mérkőzést.

### 2010
Első tornája Sydney-ben volt, s az első fordulóban kikapott a kínai Li Nától (2–6, 6–3, 6–2). Az Australian Open nyolcaddöntőjében ugyancsak Li Na állította meg (6–4, 6–3). Indian Wellsben bejutott a döntőbe, ahol kikapott a szerb Jelena Jankovićtól (6–2, 6–4). Miamiban a negyeddöntőben győzte le a belga Justine Henin 6–7(5) 6–3 6–4-re.
Áprilisban sikerült megvédenie a címét a Ponte Vedra Beach-i versenyen, ahol a fináléban a fehérorosz Volha Havarcovát múlta felül 6–2, 7–5-re. Az ezt követő charlestoni tornán bejutott az elődöntőbe, ahol az orosz Vera Zvonarjova volt az ellenfele. Az első szett egyik hosszú labdamenetének végén (2–4, 30–30-nál) Wozniacki egy rövidítést próbált elérni, de ütés közben a salakon letapadt és aláfordult a jobb bokája. Ápolás után még megpróbálta folytatni a mérkőzést, de 2–5-nél feladta.
A komolynak látszó sérülés ellenére két héttel később Stuttgartban újra elindult egy tornán, de még látszott a mozgásán, hogy nem jött teljesen rendbe, és a második fordulóban (az elsőben erőnyerő volt) simán ki is kapott a cseh Lucie Šafářovától (6–4, 6–4). A következő három tornáján (Róma, Madrid, Varsó) egy-egy mérkőzést már sikerült nyernie, de újabb komolyabb eredményt csak a sérülése után öt héttel kezdődő Roland Garroson tudott elérni. Ekkor - pályafutása során először – bejutott a negyeddöntőbe, ahol a későbbi győztes olasz Francesca Schiavonétól kapott ki 6–2, 6–3-ra. A wimbledoni tornán – megismételve előző évi eredményét – a nyolcaddöntőig jutott, a cseh Petra Kvitová győzte le 6–2, 6–0-ra.
Az év hátralevő hónapjaiban szinte megállíthatlannak bizonyult. Augusztus elején a koppenhágai International tornán megnyerte pályafutása nyolcadik WTA-tornáját. A döntőben a cseh Klára Zakopalovát győzte le 6–2, 7–6(5)-ra. Egy héttel később az amerikai Cincinnatiben rendezett Premier 5-ös tornán a harmadik fordulóban kikapott a francia Marion Bartolitól (6–4, 6–1), de újabb egy héttel később megnyerte a szintén Premier 5-ös montreali versenyt, amelynek fináléjában Vera Zvonarjovát győzte le (6–3, 6–2). Egy héttel ez után pedig ismét megvédte bajnoki címét New Havenben. A döntőben az orosz Nagyja Petrovát múlta felül 6–3, 3–6, 6–3 arányban. A US Openen nem sikerült megismételnie előző évi teljesítményét, mert az elődöntőben kikapott Vera Zvonarjovától (6–4, 6–3).
A szeptember végén kezdődő tokiói Toray Pan Pacific Openen aztán ismét mindenkinél jobbnak bizonyult, s a döntőben legyőzte az orosz Jelena Gyementyjevát (1–6, 6–2, 6–3). Egy héttel később Pekingben megnyerte eddigi legrangosabb tornáját is. A Premier Mandatory besorolású, 4 és fél millió dollár összdíjazású verseny döntőjében megint Vera Zvonarjovával találkozott, és 6–3, 3–6, 6–3-ra legyőzte. Ezt követően (október 11-én) átvette a vezetést a világranglistán.
A szezon végi dohai világbajnokságon ezúttal is részt vett. Csoportjában legyőzte Francesca Schiavonét (3–6, 6–1, 6–1) és Jelena Gyementyjevát (6–1, 6–1), s kikapott Samantha Stosurtól (6–4, 6–3). Az elődöntőben Vera Zvonarjovát verte 7–5, 6–0-ra, a döntőben azonban vereséget szenvedett Kim Clijsterstől (6–3, 5–7, 6–3).

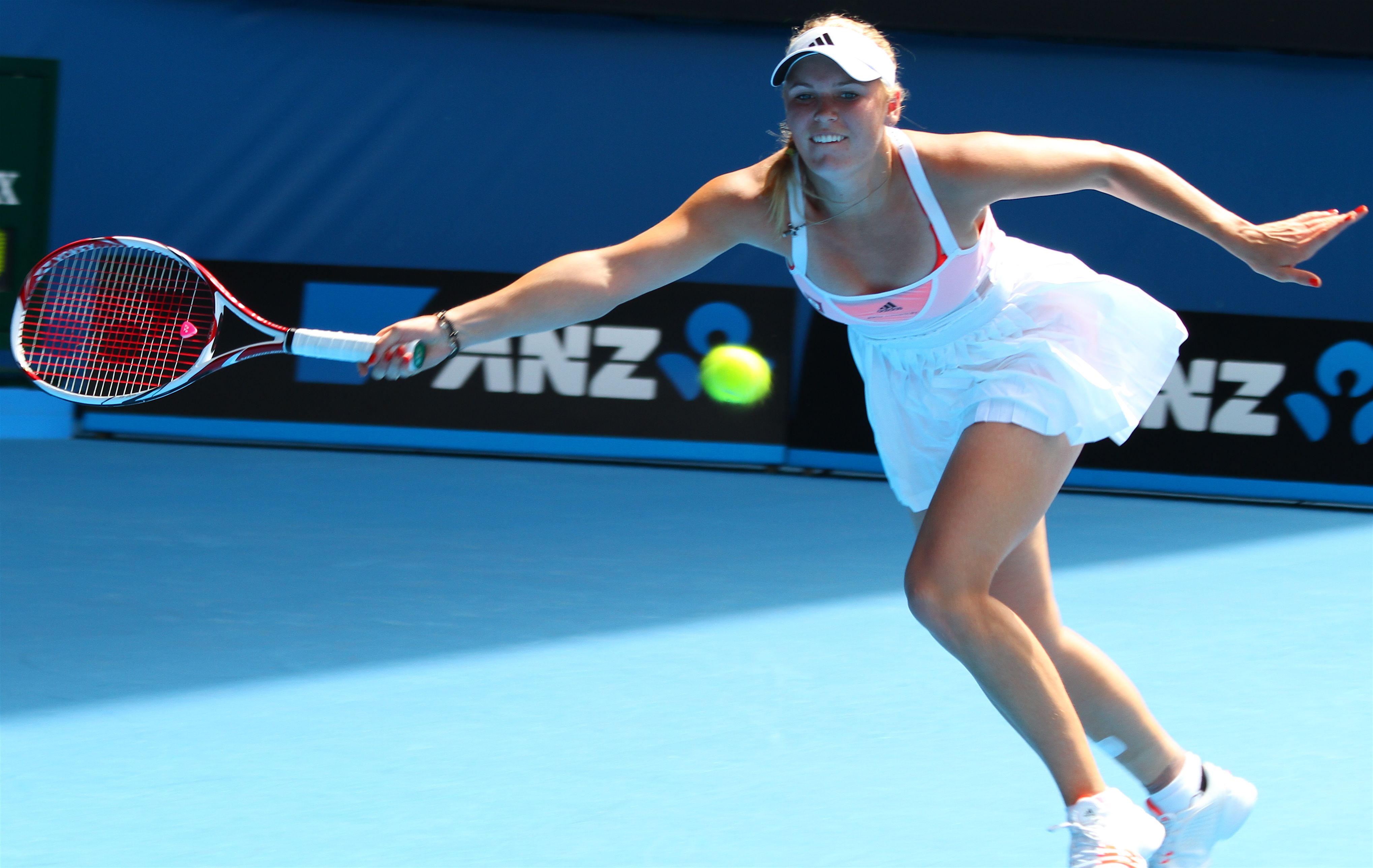
A 2011-es Australian Openen

### 2011
Első mérkőzését ebben az évben is Sydney-ben játszotta, s a második fordulóban (az elsőben erőnyerő volt) kikapott a szlovák Dominika Cibulkovától (6–3, 6–3). Az Australian Openen elérte eddigi legjobb eredményét, miután az elődöntőig jutott, ahol az előző esztendőhöz hasonlóan most is Li Nától szenvedett vereséget (3–6, 7–5, 6–3).
A februárban rendezett dubaji Premier tornán megszerezte pályafutása tizenharmadik WTA-győzelmét. A döntőben Szvetlana Kuznyecovát győzte le 6–1, 6–3-ra. Egy héttel később Dohában újra a bajnoki címért játszhatott, de a fináléban kikapott Vera Zvonarjovától (6–4, 6–4). Indian Wellsben ismét nyerni tudott, ezúttal Marion Bartolit győzte le a döntőben (6–1, 2–6, 6–3). Miamiban a nyolcaddöntőben szenvedett vereséget a német Andrea Petkovićtól (7–5, 3–6, 6–3).
Az előző évi sérülése színhelyéről, Charlestonból ezúttal kellemesebb emlékekkel térhetett haza, ugyanis áprilisban itt szerezte meg pályafutása tizenötödik WTA-győzelmét. A döntőben Jelena Vesznyinát győzte le (6–2, 6–3). Két héttel később Stuttgartban is sikerült a fináléba jutnia, de ott kikapott a német Julia Görgestől (7–6(3), 6–3). Májusban Madridban a harmadik fordulóban búcsúzott a küzdelmektől, miután Görges ezúttal is legyőzte őt (6–4, 1–6, 6–3), Rómában pedig az elődöntőben állította meg a későbbi győztes Marija Sarapova (7–5, 6–3). A májusi brüsszeli Premier tornán megszerezte tizenhatodik WTA-tornagyőzelmét is, a döntőben a kínai Peng Suajt verve 2–6, 6–3, 6–3-ra.
Az év második Grand Slam-tornáján, a Roland Garroson, két mérkőzést nyert meg. A harmadik fordulóban azzal a Daniela Hantuchovával játszott, akit addigi három egymás elleni mérkőzésükön mindig szettveszteség nélkül sikerült legyőznie, ezúttal azonban a szlovák játékos nyert két sima játszmában.
A számára hazai pályán, Koppenhágában megrendezett júniusi International tornán megszerezte tizenhetedik WTA-győzelmét is egyéniben, miután a döntőben 6–1, 6–4-re legyőzte a cseh Lucie Šafářovát.
Wimbledonban a korábbi évekhez hasonlóan ezúttal is a negyedik körben esett ki. Dominika Cibulková győzte le őt 1–6, 7–6(5), 7–5-re. Båstadban a második fordulóban vállsérülés miatt 6–2, 0–1-nél feladta a mérkőzést a svéd Sofia Arvidsson ellen.
Torontóban és Cincinnatiben is meglepetésre már az első mérkőzésén kikapott Roberta Vincitől, illetve a világranglistán csupán a 87. helyen álló Christina McHale-től. A cincinnati verseny ideje alatt meghatározó döntést hozott pályafutásában, mivel az egyre feszültebb kapcsolatuk miatt szakított édesapjával, Piotr Wozniackival mint edzővel, aki gyermekkora óta segítette lánya karrierjét. A szakítást követő első versenyén, New Havenben ismét jó formában játszott, és sikerült megvédenie címét, sorozatban negyedszer megnyerve a tornát.
A US Openen Nuria Llagostera Vivest, Arantxa Rust és Vania Kinget szettveszteség nélkül győzte le az első három fordulóban. A negyedik körben három szettben búcsúztatta Szvetlana Kuznyecovát, majd a negyeddöntőben Andrea Petković ellen is nyert 6–1, 7–6(5)-re, a döntőbe jutás azonban nem sikerült, mivel az elődöntőben 6–2, 6–4-re kikapott Serena Williamstől.
Legközelebb Tokióban lépett pályára, ahol már a harmadik körben kiesett, miután három szettben vereséget szenvedett az észt Kaia Kanepitől. Egy héttel később Pekingben ismét Kanepivel találkozott a harmadik körben, ezúttal azonban sikerült nyernie. Következő mérkőzésén, a negyeddöntőben Flavia Pennetta volt az ellenfele, aki a döntő szettben 5–3-nál már a mérkőzésért adogathatott, de innen Wozniackinak még sikerült egyenlítenie, sőt, 6–5-nél már ő szerválhatott a meccsért. Végül rövidítésre került sor, amelyben Pennetta bizonyult jobbnak, 3–6, 6–0, 7–6(2)-ra megnyerve a fordulatos találkozót.
Az év utolsó tornája a világbajnokság volt számára, ahol kisebb meglepetésre már a csoportkörben kiesett. Az első meccsén ugyan sikerült legyőznie Agnieszka Radwańskát, utána viszont Vera Zvonarjovától és Petra Kvitovától is vereséget szenvedett.
A 2011-es szezonja valamivel gyengébbre sikerült, mint a 2010-es, ennek ellenére sikerült megőriznie világelsőségét, bár az előnye mindössze 115 pontra csökkent a világranglistán második helyen álló, kiváló szezont záró Kvitovával szemben.
A szezon befejezése után, december 2-án Wozniacki bejelentette, hogy a 2012-es szezont Ricardo Sánchez spanyol edzővel fogja elkezdeni, akit a háttérbe vonuló édesapja javaslatára szerződtetett maga mellé.

### 2012

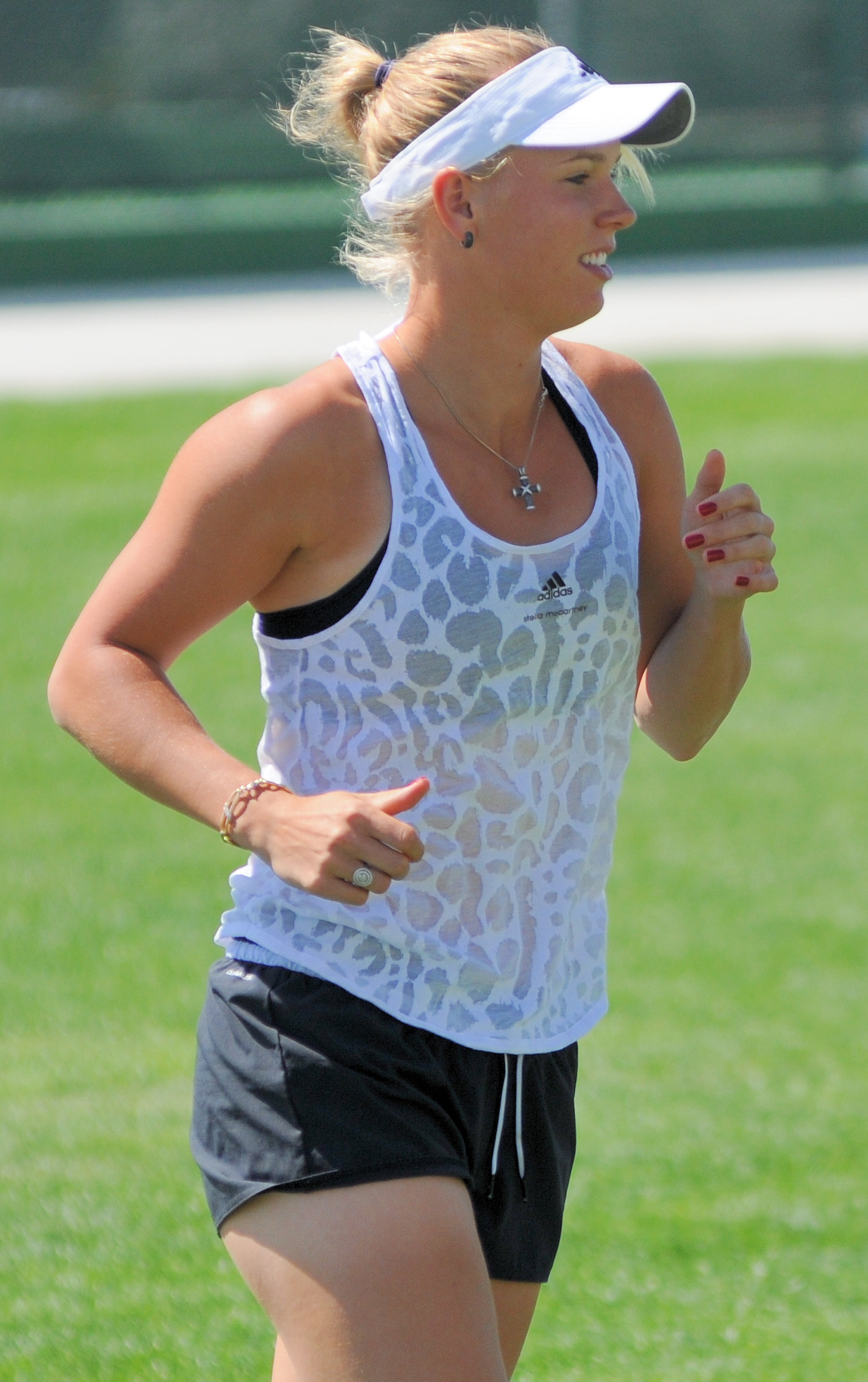
Edzés a 2012-es Indian Wells-i versenyen

A korábbi évekhez hasonlóan Sydney-ben kezdte a szezont, ahol Dominika Cibulková legyőzése után Agnieszka Radwańskától szenvedett vereséget három játszmában. Az Australian Openen szettveszteség nélkül búcsúztatta el Anastasia Rodionovát, Ana Tatisvilit, Monica Niculescut, majd Jelena Jankovićot. Mivel a világranglistán ekkoriban már nagyon kicsi volt az előnye az őt követőkkel szemben, s riválisai is jól szerepeltek a tornán, a negyeddöntőben feltétlenül győznie kellett volna a világelsőség megtartásához, Kim Clijsters azonban 6–3, 7–6(4)-tal kiejtette őt. Összesen 67 héten át vezette a világranglistát, a torna után visszacsúszott a negyedik helyre. A kudarccal végződő versenyt követően mindössze két hónap közös munka után Wozniacki szakított Ricardo Sánchezzel, s visszatért édesapjához, hogy ismét vele készüljön a tornákra.
Február közepén versenyzett legközelebb, s Dohában már az első mérkőzését elveszítette Lucie Šafářovával szemben. Dubajban játszmavesztés nélkül győzte le Simona Halepet és Ana Ivanovićot, az elődöntőben viszont 7–6(3), 7–5-re kikapott Julia Görgestől. Ezt követően Indian Wellsben lépett pályára, s Jekatyerina Makarovát két szettben, Sofia Arvidssont pedig három játszmában búcsúztatta, harmadik mérkőzésén azonban ezúttal is vereséget szenvedett, Ana Ivanovićtól kapott ki 6–3, 6–2-re. Mivel 2011-ben Wozniacki Dohában döntőt játszott, Dubajban és Indian Wellsben pedig megnyerte a versenyt, a korai vereségekkel nagyon sok pontot veszített a világranglistán, s visszaesett a hatodik helyre. Miamiban már jobban szerepelt, a negyeddöntőben 6–4, 6–4-re legyőzte Serena Williamset, az elődöntőben viszont 4–6, 6–2, 6–4-es vereséget szenvedett Marija Sarapovától. Az utolsó tavaszi kemény pályás versenyét Koppenhágában vívta, ahol az előző két esztendőhöz hasonlóan ekkor is eljutott a fináléig, de ezúttal 6–4, 6–4-re kikapott a német Angelique Kerbertől.
A salakos idényben Stuttgartban lépett először pályára, ahol a második fordulóban ismét Kerber győzte le őt. Madridban a harmadik, Rómában erőnyerőként a második körben esett ki, Serena Williamsszel, illetve Anabel Medina Garriguesszel szemben. A Roland Garros első fordulójában két szettben búcsúztatta Eléni Danjilídut, majd Jarmila Gajdošovát is legyőzte, a harmadik körben azonban három játszmában kikapott Kaia Kanepitől.
A füves szezonban csak kétszer lépett pályára, mivel előbb Eastbourne-ben Christina McHale-től, majd Wimbledonban Tamira Paszektől is már az első mérkőzésén vereséget szenvedett.
Az olimpián három mérkőzést sikerült megnyernie. Az első körben Anne Keothavongot (4-6, 6-3, 6-2), a másodikban Yanina Wickmayert (6-4, 3-6, 6-3), a harmadikban Daniela Hantuchovát (6-4, 6-1) múlta felül, de a negyeddöntőben kikapott Serena Williamstől (6-0, 6-3).
Az amerikai keménypályás szezon viszonylag jól sikerült neki. Montréálban az elődöntőig jutott, a későbbi győztes Petra Kvitová verte meg három játszmában. Cincinnatiben Anasztaszija Pavljucsenkovától kapott ki a harmadik fordulóban 6-4, 6-4-re. New Havenben az elődöntőig jutott, Marija Kirilenkótól kapott ki úgy, hogy 7-5, 1-0-s hátrányban volt, amikor fel kellett adnia a meccset. A US Openen némi meglepetésre már az első körben kikapott 6-2, 6-2-re Irina-Camelia Begutól.
A US Open utáni ázsiai keménypályás tornákon jól szerepelt. Szöulban sikerült megszereznie idei első tornagyőzelmét. A döntőben Kaia Kanepit múlta felül 6-1, 6-0-ra. Tokióban az elődöntőig jutott, Agnieszka Radwanska győzte le 6-4, 6-3-ra. Pekingben a harmadik körben kikapott Angelique Kerbertől (6-1, 2-6, 6-4).
Moszkvában megszerezte idei második győzelmét. 3. kiemeltként az első körben erőnyerő volt, a másodikban Urszula Radwanskát (6-1, 6-3), a negyeddöntőben a címvédő Dominika Cibulkovát (6-2, 6-7(1), 6-1), az elődöntőben Sofia Arvidssont (6-3, 6-7(4), 6-4), a döntőben az első kiemelt Samantha Stosurt (6-2, 4-6, 7-5) verte meg.
Az év végi világbajnokságra nem jutott ki, de tornagyőzelmei miatt meghívást kapott az év végi szófiai bajnokok tornájára. A csoportkörben nem talált legyőzőre. Az elődöntőben is győzött, majd csak a döntőben kapott ki Nadia Petrovától. Az évet a tizedik helyen zárta.

## Junior Grand Slam döntői

### Egyéni

#### Győzelmek (1)
| Év   | Bajnokság | Borítás | Ellenfél             | Eredmény      |
| ---- | --------- | ------- | -------------------- | ------------- |
| 2006 | Wimbledon | Fű      | Magdaléna Rybáriková | 3–6, 6–1, 6–3 |

#### Elveszített döntői (1)
| Év   | Bajnokság       | Borítás | Ellenfél                    | Eredmény      |
| ---- | --------------- | ------- | --------------------------- | ------------- |
| 2006 | Australian Open | Kemény  | Anasztaszija Pavljucsenkova | 6–1, 2–6, 3–6 |

### Páros

#### Elveszített döntők (1)
| Év   | Bajnokság     | Borítás | Partner             | Ellenfél                                   | Eredmény         |
| ---- | ------------- | ------- | ------------------- | ------------------------------------------ | ---------------- |
| 2006 | Roland Garros | Salak   | Agnieszka Radwańska | Sharon Fichman Anasztaszija Pavljucsenkova | 7–6(4), 2–6, 1–6 |

## Grand Slam-döntői

### Egyéni

#### Győzelmei (1)
| Év   | Torna           | Borítás | Ellenfél a döntőben | Döntő eredménye  |
| 2018 | Australian Open | Kemény  | Simona Halep        | 7–6(2), 3–6, 6–4 |

#### Elveszített döntői (2)
| Év   | Torna   | Borítás | Ellenfél a döntőben | Döntő eredménye |
| 2009 | US Open | Kemény  | Kim Clijsters       | 5–7, 3–6        |
| 2014 | US Open | Kemény  | Serena Williams     | 3–6, 3–6        |

## Év végi bajnokságok döntői

### Egyéni 3 (1–2)
| Eredmény | Év   | Torna                                         | Borítás    | Ellenfél       | Eredmény      |
| -------- | ---- | --------------------------------------------- | ---------- | -------------- | ------------- |
| Döntős   | 2010 | WTA Tour Championships Doha, Katar            | Kemény     | Kim Clijsters  | 3–6, 7–5, 3–6 |
| Döntős   | 2012 | WTA Tournament of Champions, Szófia, Bulgária | Kemény (f) | Nagyja Petrova | 2–6, 1–6      |
| Győztes  | 2017 | Singapore                                     | Kemény (f) | Venus Williams | 6–4, 6–4      |

## WTA-döntői

### Egyéni

#### Győzelmei (30)
| Összesítés           |                        |
| Grand Slam-torna (1) |                        |
| Tier I (0)           | Premier Mandatory* (2) |
| Tier II (1)          | Premier Five* (1)      |
| Tier III (1)         | Premier* (13)          |
| Tier IV (1)          | International* (9)     |
| Tier V (0)           | Challenger* (0)        |
| WTA Finals (1)       |                        |

* 2009-től megváltozott a tornák rendszere.
 Az egymás mellett azonos színnel jelölt tornatípusok között nincs teljes mértékű megfelelés.
|     | Dátum                | Torna                                       | Borítás    | Ellenfél a döntőben               | Eredmény a döntőben | Eredmény a döntőben |
| 1.  | 2008. augusztus 3.   | Nordea Nordic Light Open, Stockholm         | Kemény     | Vera Dusevina                     | 6–0, 6–2            |                     |
| 2.  | 2008. augusztus 23.  | Pilot Pen Tennis, New Haven                 | Kemény     | Anna Csakvetadze                  | 3–6, 6–4, 6–1       |                     |
| 3.  | 2008. október 5.     | AIG Japan Open, Tokió                       | Kemény     | Kaia Kanepi                       | 6–2, 3–6, 6–1       |                     |
| 4.  | 2009. április 12.    | MPS Group Championships, Ponte Vedra Beach  | Zöld salak | Aleksandra Wozniak                | 6–1, 6–2            |                     |
| 5.  | 2009. június 20.     | AEGON International, Eastbourne             | Fű         | Virginie Razzano                  | 7–6(5), 7–5         |                     |
| 6.  | 2009. augusztus 29.  | Pilot Pen Tennis, New Haven                 | Kemény     | Jelena Vesznyina                  | 6–2, 6–4            |                     |
| 7.  | 2010. április 11.    | MPS Group Championships, Ponte Vedra Beach  | Zöld salak | Volha Havarcova                   | 6–2, 7–5            |                     |
| 8.  | 2010. augusztus 8.   | e-Boks Sony Ericsson Open, Koppenhága       | Kemény (f) | Klára Zakopalová                  | 6–2, 7–6(5)         |                     |
| 9.  | 2010. augusztus 22.  | Rogers Cup, Montréal                        | Kemény     | Vera Zvonarjova                   | 6–3, 6–2            |                     |
| 10. | 2010. augusztus 28.  | Pilot Pen Tennis, New Haven                 | Kemény     | Nagyja Petrova                    | 6–3, 3–6, 6–3       |                     |
| 11. | 2010. október 2.     | Toray Pan Pacific Open, Tokió               | Kemény     | Jelena Gyementyjeva               | 1–6, 6–2, 6–3       |                     |
| 12. | 2010. október 10.    | China Open, Peking                          | Kemény     | Vera Zvonarjova                   | 6–3, 3–6, 6–3       |                     |
| 13. | 2011. február 20.    | Dubai Duty Free Tennis Championships, Dubaj | Kemény     | Szvetlana Kuznyecova              | 6–1, 6–3            |                     |
| 14. | 2011. március 20.    | BNP Paribas Open, Indian Wells              | Kemény     | Marion Bartoli                    | 6–1, 2–6, 6–3       |                     |
| 15. | 2011. április 10.    | Family Circle Cup, Charleston               | Zöld salak | Jelena Vesznyina                  | 6–2, 6–3            |                     |
| 16. | 2011. május 21.      | Brussels Open, Brüsszel                     | Salak      | Peng Suaj                         | 2–6, 6–3, 6–3       |                     |
| 17. | 2011. június 12.     | e-Boks Sony Ericsson Open, Koppenhága       | Kemény (f) | Lucie Šafářová                    | 6–1, 6–4            |                     |
| 18. | 2011. augusztus 27.  | Pilot Pen Tennis, New Haven                 | Kemény     | Petra Cetkovská                   | 6–4, 6–1            |                     |
| 19. | 2012. szeptember 23. | KDB Korea Open, Szöul                       | Kemény     | Kaia Kanepi                       | 6–1, 6–0            | (részletek)         |
| 20. | 2012. október 21.    | Kreml Kupa, Moszkva                         | Kemény (f) | Samantha Stosur                   | 6–2, 4–6, 7–5       | (részletek)         |
| 21. | 2013. október 20.    | BGL Luxembourg Open, Luxembourg             | Kemény (f) | Annika Beck                       | 6–2, 6–2            |                     |
| 22. | 2014. július 20.     | Istanbul Cup, Isztambul                     | Kemény     | Roberta Vinci                     | 6–1, 6–1            |                     |
| 23. | 2015. március 8.     | Malaysian Open, Kuala Lumpur                | Kemény     | Alexandra Dulgheru                | 4–6, 6–2, 6–1       |                     |
| 24. | 2016. szeptember 25. | Toray Pan Pacific Open, Tokió, Japán        | Kemény     | Ószaka Naomi                      | 7–5, 6–3            |                     |
| 25. | 2016. október 16.    | Hong Kong Open, Hongkong, Kína              | Kemény     | Kristina Mladenovic               | 6–1, 6–7(4), 6–2    |                     |
| 26. | 2017. szeptember 24. | Toray Pan Pacific Open, Tokió, Japán        | Kemény     | Anasztaszija Pavljucsenkova       | 6–0, 7–5            |                     |
| 27. | 2017. október 29.    | WTA Finals, Szingapúr                       | Kemény (f) | Venus Williams                    | 6–4, 6–4            | (részletek)         |
| 28. | 2018. január 27.     | Australian Open, Melbourne                  | Kemény     | Simona Halep                      | 7–6(2), 3–6, 6–4    | (részletek)         |
| 29. | 2018. június 30.     | Eastbourne International, Eastbourne        | Fű         | Arina Szabalenka                  | 7–5, 7–6(5)         |                     |
| 30. | 2018. október 7.     | China Open, Peking                          | Kemény     | Anastasija Sevastova 6–3, 6–3\|\| |                     |                     |

#### Elveszített döntői (25)
|     | Dátum                | Torna                                                                | Borítás    | Ellenfél a döntőben         | Eredmény a döntőben | Eredmény a döntőben |
| 1.  | 2008. október 26.    | FORTIS Championships Luxembourg, Luxembourg                          | Kemény (f) | Jelena Gyementyjeva         | 6–2, 4–6, 6–7(4)    |                     |
| 2.  | 2009. február 21.    | Cellular South Cup, Memphis                                          | Kemény (f) | Viktorija Azaranka          | 1–6, 3–6            |                     |
| 3.  | 2009. április 19.    | Family Circle Cup, Charleston                                        | Zöld salak | Sabine Lisicki              | 2–6, 4–6            |                     |
| 4.  | 2009. május 17.      | Mutua Madrilena Madrid Open, Madrid                                  | Salak      | Gyinara Szafina             | 2–6, 4–6            |                     |
| 5.  | 2009. július 11.     | Collector Swedish Open, Båstad                                       | Salak      | María José Martínez Sánchez | 5–7, 4–6            |                     |
| 6.  | 2009. szeptember 12. | US Open, New York                                                    | Kemény     | Kim Clijsters               | 5–7, 3–6            | (részletek)         |
| 7.  | 2010. március 21.    | BNP Paribas Open, Indian Wells                                       | Kemény     | Jelena Janković             | 2–6, 4–6            |                     |
| 8.  | 2010. október 31.    | WTA Tour Championships, Doha                                         | Kemény     | Kim Clijsters               | 3–6, 7–5, 3–6       |                     |
| 9.  | 2011. február 26.    | Qatar Ladies Open, Doha                                              | Kemény     | Vera Zvonarjova             | 4–6, 4–6            |                     |
| 10. | 2011. április 24.    | Porsche Tennis Grand Prix, Stuttgart                                 | Salak (f)  | Julia Görges                | 6–7(3), 3–6         |                     |
| 11. | 2012. április 15.    | e-Boks Open, Koppenhága                                              | Kemény (f) | Angelique Kerber            | 4–6, 4–6            | (részletek)         |
| 12. | 2012. november 4.    | Qatar Airways Tournament of Champions, Szófia                        | Kemény (f) | Nagyja Petrova              | 2–6, 1–6            | (részletek)         |
| 13. | 2013. március 17.    | BNP Paribas Open, Indian Wells                                       | Kemény     | Marija Sarapova             | 2–6, 2–6            |                     |
| 14. | 2014. szeptember 7.  | US Open, New York                                                    | Kemény     | Serena Williams             | 3–6, 3–6            |                     |
| 15. | 2014. szeptember 21. | Toray Pan Pacific Open Tokió                                         | Kemény     | Ana Ivanović                | 2-6, 6-7(2)         |                     |
| 16. | 2015. január 10.     | ASB Classic, Auckland                                                | Kemény     | Venus Williams              | 6–2, 3–6, 3–6       |                     |
| 17. | 2015. április 26.    | Porsche Tennis Grand Prix Stuttgart                                  | Salak (f)  | Angelique Kerber            | 6–3, 1-6, 5-7       |                     |
| 18. | 2017. február 18.    | Qatar Total Open Doha                                                | Kemény     | Karolína Plíšková           | 3–6, 4-6            |                     |
| 19. | 2017. február 25.    | Dubai Duty Free Tennis Championships, Dubaj, Egyesült Arab Emírségek | Kemény     | Elina Szvitolina            | 4–6, 2–6            |                     |
| 20. | 2017. április 1.     | Miami Masters, Miami                                                 | Kemény     | Konta Johanna               | 4–6, 3–6            |                     |
| 21. | 2017. július 1.      | AEGON International Eastbourne                                       | Fű         | Karolína Plíšková           | 4–6, 4-6            |                     |
| 22. | 2017. július 30.     | Swedish Open Båstad                                                  | Salak      | Kateřina Siniaková          | 3–6, 4-6            |                     |
| 23. | 2017. augusztus 13.  | Rogers Cup Montréal                                                  | Kemény     | Elina Szvitolina            | 4–6, 0-6            |                     |
| 24. | 2018. január 7.      | ASB Classic Auckland                                                 | Kemény     | Julia Görges                | 4–6, 6-7(4)         |                     |
| 25. | 2019. április 7.     | WTA Charleston Charleston                                            | Salak      | Madison Keys                | 6-7(5), 3–6         |                     |

### Páros

#### Győzelmei (2)
| Összesítés           |                        |
| Grand Slam-torna (0) |                        |
| Tier I (0)           | Premier Mandatory* (0) |
| Tier II (1)          | Premier Five* (0)      |
| Tier III (0)         | Premier* (0)           |
| Tier IV (0)          | International* (1)     |
| Tier V (0)           | Challenger* (0)        |

* 2009-től megváltozott a tornák rendszere. Challenger tornákat 2012-től rendeznek.
 Az egymás mellett azonos színnel jelölt tornatípusok között nincs teljes mértékű megfelelés.
|    | Dátum                | Torna                       | Borítás    | Partner                 | Ellenfelek a döntőben            | Eredmény a döntőben |
| 1. | 2008. szeptember 28. | China Open, Peking          | Kemény     | Anabel Medina Garrigues | Han Hszin-jün Hszü Ji-fan        | 6–1, 6–3            |
| 2. | 2009. február 21.    | Cellular South Cup, Memphis | Kemény (f) | Viktorija Azaranka      | Juliana Fedak Michaëlla Krajicek | 6–1, 7–6(2)         |

#### Elveszített döntői (2)
|    | Dátum             | Torna                           | Borítás    | Partner            | Ellenfelek a döntőben         | Eredmény a döntőben |
| 1. | 2006. február 25. | The Cellular South Cup, Memphis | Kemény (f) | Viktorija Azaranka | Lisa Raymond Samantha Stosur  | 6–7(2), 3–6         |
| 2. | 2020. január 12.  | ASB Classic, Auckland           | Kemény     | Serena Williams    | Asia Muhammad Taylor Townsend | 4–6, 4–6            |

## ITF-győzelmei

### Egyéni (4)
|    | Dátum              | Torna     | Borítás     | Ellenfél a döntőben | Döntő eredménye |
| 1. | 2006. október 29.  | Isztambul | Kemény (f)  | Tatjana Malek       | 6–2, 6–1        |
| 2. | 2007. február 4.   | Ortisei   | Szőnyeg (f) | Alberta Brianti     | 4–6, 7–5, 6–3   |
| 3. | 2007. március 4.   | Las Vegas | Kemény      | Morigami Akiko      | 6–3, 6–2        |
| 4. | 2008. november 23. | Odense    | Szőnyeg (f) | Sofia Arvidsson     | 6–2, 6–1        |

## Eredményei Grand Slam-tornákon

### Egyéniben
| Grand Slam | Australian Open | Australian Open      | Roland Garros | Roland Garros       | Wimbledon | Wimbledon                  | US Open  | US Open              |
| Év         | Eredmény        | Utolsó ellenfél      | Eredmény      | Utolsó ellenfél     | Eredmény  | Utolsó ellenfél            | Eredmény | Utolsó ellenfél      |
| 2006       | –               | –                    | –             | –                   | Selejtező | Selejtező                  | –        | –                    |
| 2007       | –               | –                    | 1. kör        | Nathalie Dechy      | 2. kör    | Mara Santangelo            | 2. kör   | Alizé Cornet         |
| 2008       | 4. kör          | Ana Ivanović         | 3. kör        | Ana Ivanović        | 3. kör    | Jelena Janković            | 4. kör   | Jelena Janković      |
| 2009       | 3. kör          | Jelena Dokić         | 3. kör        | Sorana Cîrstea      | 4. kör    | Sabine Lisicki             | Döntő    | Kim Clijsters        |
| 2010       | 4. kör          | Li Na                | Negyeddöntő   | Francesca Schiavone | 4. kör    | Petra Kvitová              | Elődöntő | Vera Zvonarjova      |
| 2011       | Elődöntő        | Li Na                | 3. kör        | Daniela Hantuchová  | 4. kör    | Dominika Cibulková         | Elődöntő | Serena Williams      |
| 2012       | Negyeddöntő     | Kim Clijsters        | 3. kör        | Kaia Kanepi         | 1. kör    | Tamira Paszek              | 1. kör   | Irina-Camelia Begu   |
| 2013       | 4. kör          | Szvetlana Kuznyecova | 2. kör        | Bojana Jovanovski   | 2. kör    | Petra Cetkovská            | 3. kör   | Camila Giorgi        |
| 2014       | 3. kör          | Garbiñe Muguruza     | 1. kör        | Yanina Wickmayer    | 4. kör    | Barbora Záhlavová-Strýcová | Döntő    | Serena Williams      |
| 2015       | 2. kör          | Viktorija Azaranka   | 2. kör        | Julia Görges        | 4. kör    | Garbiñe Muguruza           | 2. kör   | Petra Cetkovská      |
| 2016       | 1. kör          | Julija Putyinceva    | –             | –                   | 1. kör    | Szvetlana Kuznyecova       | Elődöntő | Angelique Kerber     |
| 2017       | 3. kör          | Konta Johanna        | Negyeddöntő   | Jeļena Ostapenko    | 4. kör    | Coco Vandeweghe            | 2. kör   | Jekatyerina Makarova |
| 2018       | Győzelem        | Simona Halep         | 4. kör        | Darja Kaszatkina    | 2. kör    | J Makarova                 | 2. kör   | Leszja Curenko       |
| 2019       | 3. kör          | Marija Sarapova      | 1. kör        | V Kugyermetova      | 3. kör    | Csang Suaj                 | 3. kör   | Bianca Andreescu     |
| 2020       | 3. kör          | Unsz Dzsábir         | –             | –                   | –         | –                          | –        | –                    |
| 2021–2022  | –               | –                    | –             | –                   | –         | –                          | –        | –                    |
| 2023       | –               | –                    | –             | –                   | –         | –                          | 4. kör   | Cori Gauff           |
| 2024       | 2. kör          | Marija Tyimofejeva   | –             | –                   | 3. kör    | Jelena Ribakina            | 4. kör   | B Haddad Maia        |

### Párosban
| Grand Slam | Australian Open            | Australian Open                  | Roland Garros         | Roland Garros             | Wimbledon             | Wimbledon                | US Open               | US Open                              |
| Év         | Eredmény Partner           | Utolsó ellenfél                  | Eredmény Partner      | Utolsó ellenfél           | Eredmény Partner      | Utolsó ellenfél          | Eredmény Partner      | Utolsó ellenfél                      |
| 2007       | –                          | –                                | –                     | –                         | –                     | –                        | 1. kör Emma Laine     | J. Gyementyjeva F. Pennetta          |
| 2008       | 2. kör Klaudia Jans        | Jen Ce Cseng Csie                | 1. kör Jill Craybas   | K. Srebotnik Szugijama Ai | 1. kör Jill Craybas   | M. Kirilenko F. Pennetta | 2. kör M. Domachowska | A. Medina Garrigues V. Ruano Pascual |
| 2009       | 1. kör Sahar Peér          | A. Kudrjavceva J. Makarova       | 1. kör Sorana Cîrstea | M. Kirilenko F. Pennetta  | 2. kör Sorana Cîrstea | M. Koritceva T. Pucsak   | 3. kör Sorana Cîrstea | S. Willams V. Willams                |
| 2010       | 1. kör A. Medina Garrigues | Bacsinszky Tímea Tathiana Garbin | 2. kör D. Hantuchová  | S. Willams V. Willams     | 2. kör Szánija Mirza  | Cara Black D. Hantuchová | 2. kör D. Hantuchová  | B. Mattek-Sands M. Shaughnessy       |

## Részvételei az év végi bajnokságokon
- NK=nem szerzett kvalifikációt; CSK=csoportkör; ND=negyeddöntő; ED=elődöntő; D=döntő; GY=győztes.

| Torna            | 2005          | 2006          | 2007          | 2008          | 2009 | 2010 | 2011 | 2012 | 2013 | 2014 | 2015 | 2016 | 2017 | 2018 | 2019 | Gy–V |
| ---------------- | ------------- | ------------- | ------------- | ------------- | ---- | ---- | ---- | ---- | ---- | ---- | ---- | ---- | ---- | ---- | ---- | ---- |
| WTA Finals       | NK            | NK            | NK            | NK            | ED   | D    | CSK  | NK   | NK   | ED   | NK   | NK   | Gy   | CSK  | NK   | 14–9 |
| WTA Elite Trophy | nem rendezték | nem rendezték | nem rendezték | nem rendezték | –    | –    | –    | D    | –    | –    | CSK  | –    | –    | –    | NK   | 5–2  |

## Statisztikák

### Eredményei borításonként
|                        | 2005 | 2006  | 2007  | 2008  | 2009  | 2010  | 2011  | 2012  | 2013  | 2014  | 2015  | 2016  | 2017  | 2018  | 2019  | Karrier* |
| ---------------------- | ---- | ----- | ----- | ----- | ----- | ----- | ----- | ----- | ----- | ----- | ----- | ----- | ----- | ----- | ----- | -------- |
| Kemény pálya           | 0–2  | 10–5  | 14–9  | 42–13 | 36–17 | 44–9  | 40–11 | 42–14 | 33–14 | 42–15 | 26–17 | 31–15 | 41–13 | 26–12 | 12–9  | 439–173  |
| Füves pálya            | 0–0  | 0–1   | 1–1   | 4–2   | 8–1   | 3–2   | 3–1   | 3–3   | 4–2   | 6–2   | 6–2   | 3–4   | 7–2   | 6–1   | 4–2   | 58–26    |
| Szőnyegborítás         | 0–0  | 2–1   | 9–1   | 5–0   | 0–0   | 0–0   | 0–0   | 0–0   | 0–0   | 0–0   | 0–0   | 0–0   | 0–0   | 0–0   | 0–0   | 16–2     |
| Salakos pálya          | 0–0  | 5–3   | 7–6   | 7–5   | 23–6  | 15–6  | 20–5  | 5–4   | 2–6   | 1–2   | 7–4   | 0–0   | 12–6  | 9–4   | 4–2   | 117–59   |
| Nyert-vesztett meccsek | 0–2  | 17–10 | 31–17 | 58–20 | 67–24 | 62–17 | 63–17 | 50–21 | 39–22 | 49–19 | 39–23 | 34–17 | 60–21 | 41–17 | 20–15 | 630–262  |
| Tornagyőzelem          | 0    | 1     | 2     | 4     | 3     | 6     | 6     | 2     | 1     | 1     | 1     | 2     | 2     | 3     | 0     | 34       |

* 2019. november 6-án

### Pénzdíjak
| Év        | GS-győzelem | WTA-győzelem | Megnyert tornák | Pénzdíjazás (US $) |     |
| --------- | ----------- | ------------ | --------------- | ------------------ | --- |
| 2005–2006 | 0           | 0            | 0               | 40 586             | N/A |
| 2007      | 0           | 0            | 0               | 151 895            | 100 |
| 2008      | 0           | 3            | 3               | 686 327            | 23  |
| 2009      | 0           | 3            | 3               | 2 371 550          | 6   |
| 2010      | 0           | 6            | 6               | 4 446 488          | 2   |
| 2011      | 0           | 6            | 6               | 4 065 581          | 2   |
| 2012      | 0           | 2            | 2               | 2 408 670          | 7   |
| 2013      | 0           | 1            | 1               | 1 779 418          | 12  |
| 2014      | 0           | 1            | 1               | 3 372 350          | 6   |
| 2015      | 0           | 1            | 1               | 1 354 338          | 24  |
| 2016      | 0           | 2            | 2               | 1 408 973          | 24  |
| 2017      | 0           | 2            | 2               | 4 748 518          | 4   |
| 2018      | 1           | 2            | 3               | 6 657 719          | 2.  |
| 2019      | 0           | 0            | 0               | 1 726 002          | 23. |
| Karrier*  | 1           | 29           | 30              | 35 218 415         | 4.  |

*2019. november 6-ig.

## Év végi világranglista-helyezései
| Év       | 2006 | 2007 | 2008 | 2009 | 2010 | 2011 | 2012 | 2013 | 2014 | 2015 | 2016 | 2017 | 2018 | 2019 | 2020 | 2021 | 2022 | 2023 |
| Helyezés | 237. | 64.  | 12.  | 4.   | 1.   | 1.   | 10.  | 10.  | 8.   | 17.  | 19.  | 3.   | 3.   | 38.  | –    | –    | –    | 236. |

## Elismerései
- Az év felfedezettje (2008)
- ITF World Champion (2010)